# League of Legends Championship Series

Logo League Championship Series

League Championship Series, zkráceně LCS, je týmová soutěž ve hře League of Legends pořádaná firmou Riot Games. Tato soutěž probíhá každoročně od roku 2013. Od roku 2019 nese EU LCS nový název a to League European Championship (LEC) a soutěž je Franchisovaná. Tudíž do soutěže nelze postoupit přímo, ale pouze zakoupením slotu jako u NA LCS (nově pouze LCS). 

## Systém soutěže
LCS funguje ve dvou regionech, v Evropě (LEC) a v Severní Americe (LCS). V každém regionu soutěží 10 týmů o trofej a také body do žebříčku, díky kterým se dá dále postoupit na světový šampionát. Dělí se na dvě části, tzv. splity, jarní a letní. Každý split je poté rozdělen na 2 částí, základní část a play off. První 2 týmy základní části postupují přímo do 2. kola kde se utkají o slot ve finále. 1. kolo hrají další 4 týmy ve formátu 4. vs 6., 3. vs. 5. Vítěz zápasu prvních dvou týmů postupuje rovnou do finále. Poražený tým jde do 3. kola kde bude mít druhou šanci k postupu do finále. Vítězové 1. kola se utkávají ve 2. kole. Poražený končí a vítěz jde do 3. kola proti poraženému z 2. kola kde budou bojovat o druhý slot ve finále. Vítěz postupuje jako 1. seed na Světový šampionát. Poražený finalista míří do Regionální kvalifikace (Gauntlet) kde je dosazen do 3. kola, poražený z 3. kola míří do 2. kola a v 1. kole hraje 3. a 4. tým základní části. Finalisté Gauntletu postupují jako 2. a 3. seed. Vítěz míří spolu s 1. seedem do základních skupin Světového šampionátu a poražený jako 3. seed do Play-in fáze. 

## Soutěžící týmy
- LEC
  - G2 eSports
  - Fnatic
  - Splyce
  - Schalke 04
  - Rogue Archivováno 16. 9. 2019 na Wayback Machine.
  - Team Vitality
  - SK Gaming
  - Origen Archivováno 6. 4. 2017 na Wayback Machine.
  - Misfits Gaming
  - Excel eSports Archivováno 30. 8. 2019 na Wayback Machine.
- LCS
  - Team Liquid
  - Cloud9 Archivováno 4. 9. 2019 na Wayback Machine.
  - Counter Logic Gaming
  - Team SoloMid
  - Clutch Gaming
  - OpTic Gaming Archivováno 15. 9. 2019 na Wayback Machine.
  - Golden Guardians
  - 100 Thieves
  - FlyQuest
  - Echo Fox Archivováno 5. 9. 2019 na Wayback Machine.